# Gronoceras angolense
Gronoceras angolense is een vliesvleugelig insect uit de familie Megachilidae. De wetenschappelijke naam van de soort werd in 1935 gepubliceerd door Cockerell.